# Cariri do Tocantins
Cariri do Tocantins is een gemeente in de Braziliaanse deelstaat Tocantins. De gemeente telt 3.738 inwoners (schatting 2009).